# Palmitato de etilexila
Palmitato de etilexila, ou palmitato de octila, é o éster do 2-Etilexanol com o ácido palmítico.
Este produto é derivado do óleo de palma e é usado em cosmética como solvente,  fixador de flagrâncias e emoliente.